# ВМС Революционной армии Кампучии
ВМС Революционной армии Кампучии (кхмер. កងទ័ពជើងទឹករំដោះកម្ពុជា) — бывшие военно-морские силы Камбоджи (с 1976 года — Демократической Кампучии), существовавшие в период правления Красных Кхмеров 1975—1979 годов. Входили в состав Революционной армии Кампучии.

## История
17 апреля 1975 года Красные Кхмеры вошли в столицу страны Пномпень, одержав безоговорочную победу в многолетней гражданской войне. Проамериканский режим Лон Нола был свергнут. Практически все бывшие офицеры и матросы лонноловкого флота, оставшиеся в Камбодже немедленно подвергались казни, как командующий ВМС адмирал Вонг Саренди, остальные отправлены во вновь образованные трудовые лагеря, где они оставались до освобождения их вьетнамцами в 1979 году.

### Инциденты

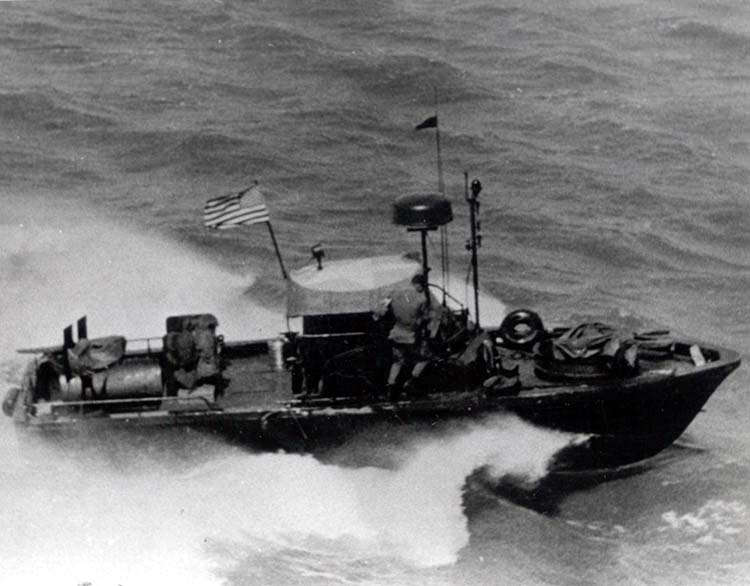

Трофейные корабли и катера стали сразу же использоваться Красными Кхмерами для пиратства в прибрежных водах. Так в начале мая 1975 года кампучийские ВМС начали захватывать первые иностранные суда в Сиамском заливе. Уже 2 мая 1975 года они задержали семь тайских лодок с 27 рыбаками, в том числе траулер «Sin War» захваченный катером с бортовым номером 126. Два дня спустя катера береговой охраны Красных Кхмеров стали преследовать южнокорейское грузовое судно «Masan Ho», открыв по нему огонь. Помимо этого Красные Кхмеры захватили 7 лодок с беженцами из Южного Вьетнама, а 7 мая задержали панамское грузовое судно и удерживали его экипаж в течение 35 часов.
Благодаря принятым мерам, Красные Кхмеры активно действовали у берегов Камбоджи, вступая в боевые столкновения. 22 февраля 1976 года шесть таиландских кораблей вторглись в территориальные воды Кампучии и открыли огонь по кампучийским патрульным катерам, потопив один из них. 27 августа 1977 года два катера кампучийских ВМС нарушили морские границы, вошли в территориальные воды Вьетнама вблизи о. Хон Тре и, напав на рыболовные суда, 31 августа потопили одно из них.

## Война с Вьетнамом

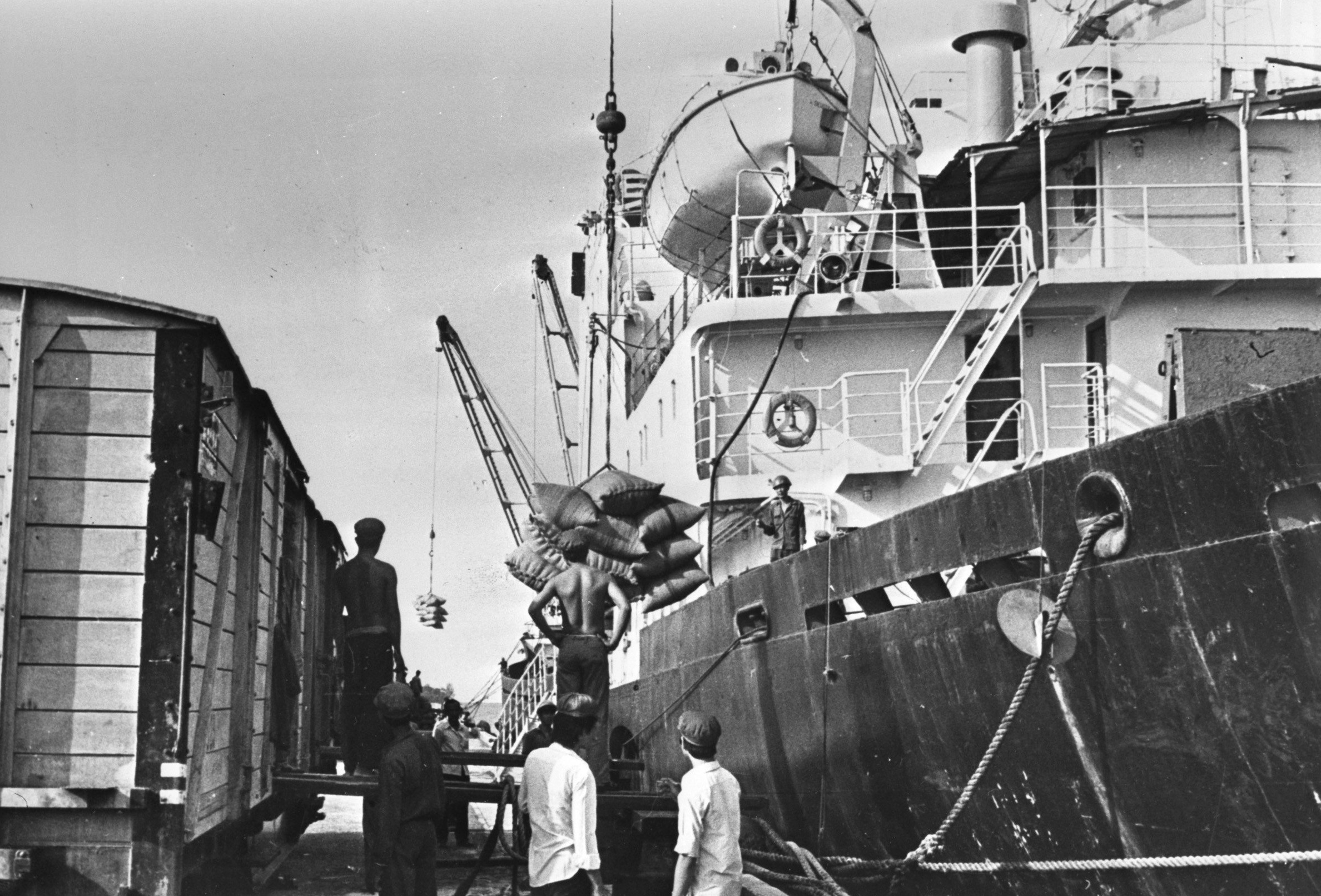
Советский корабль с грузом гуманитарной помощи в порту Кампонгсаом (ноябрь 1979 года)

После продолжительных боёв 16 января 1979 года вьетнамцы заняли порт Кампонгсаом. К концу января 1979 года под контролем вьетнамских войск уже находились все ключевые города, в том числе столица страны Пномпень, однако о полной и безоговорочной победе говорить было ещё рано. Красные Кхмеры смогли перегруппировать свои силы, и, разделившись на мелкие отряды, продолжали атаковать противника по всей линии фронта. Ожесточённые бои шли в пригородах Пномпеня, у порта на реке Бассак, а также у аэродрома Почентонг.
7 января в 01:30 по местному времени находившиеся на боевом дежурстве вьетнамские корабли «HQ-05» и «HQ-07» обнаружили пять судов Красных Кхмеров, выходивших из порта Реам для нападения на вьетнамские суда. Из-за плохой видимости корабли сблизились до 500 метров, после чего завязался бой. Вьетнамцам удалось потопить головной корабль, ещё один был подожжён, остальным же удалось скрыться. Однако в результате ночного боя, повреждения получил находившийся в дозоре у ВМБ Реам катер «T-613» и вынужден был на базу Thới (Phu Quoc). Оставшиеся корабли «HQ-05» и «HQ-07» также получили повреждения, помимо этого у «HQ-05» отказал двигатель.
Другая же вьетнамская эскадрилья, в составе кораблей «HQ-01», «HQ-03», «HQ-197» и «HQ-205» после выполнения задания направилась к порту Реам и в течение получала вела по нему огонь из дальнобойной артиллерии.
Вьетнамские войска продолжали атаковать позиции Красных Кхмеров, наступая с суши и с моря. 16 января после тяжёлых боёв им удалось занять порт Кампонгсаом, а уже на следующий день вьетнамцы попытались взять штурмом прибрежный город Кахконг, по которому авиация произвела более чем 400 ударов. Красные Кхмеры смогли сбить один из вьетнамских самолётов, взяли в плен и казнили катапультировавшегося лётчика. Между кхмерскими и вьетнамскими патрульными катерами шли ожесточённые схватки за контроль над прибрежными островами. Морской порт был захвачен Красными Кхмерами, вьетнамцы его повторно захватили только 20 января.
Спустя три недели после освобождения Пномпеня, флотилия вьетнамских ВМС, состоящая приблизительно из 20 боевых судов, были развернута вдоль побережья Кампучии вблизи тайской границы. В начале марта 1979 года на юге страны, с помощью вооружённых катеров, Красным Кхмерам удалось установить контроль над рекой Бассак от Пномпеня до вьетнамской границы. Однако благодаря контратаке вьетнамских войск, наступление Красных Кхмеров было разгромлено. Как сообщали представители нового правительства в середине апреля 1979 года на юго-западном побережье Кампучии их военно-морские силы потопили последний из оставшихся кораблей Красных Кхмеров, окончательно разгромив их флот. За всё время конфликта было потоплено или захвачено приблизительно 50 боевых судов и катеров.

## Состав и оснащение
После взятия столицы Красные Кхмеры смогли захватить в исправном состоянии несколько кораблей бывшего флота Кхмерской Республики. По данным разведки США по состоянию на 14 мая 1975 года в распоряжении Красных Кхмеров находилось 24 военных корабля, пришвартованных в порту Кампонгсаома: 13 прибрежных патрульных катеров, 10 речных патрульных катеров и противолодочный корабль  «Е-311». Помимо этого у них в порту располагались 3 десантных корабля (LCU), а ещё 1 десантный корабль (LCM) находился в порту Реам. Первое время ударную силу флота Красные Кхмеров составляли около 17 быстроходных патрульных катеров класса «SWIFT» — PCFs, а также ряд речных катеров класса PBR Мк 1 и 2 для собственных военно-морских сил. Прочие же морские и речные суда не подлежали восстановлению, так как были повреждены в ходе войны или затоплены собственными экипажами.

### Иностранная помощь
Пекин активно помогал новому режиму в оснащении армии Красных Кхмеров. Так в мае 1976 года между Демократической Кампучией и КНР было подписано соглашение о поставке военного оборудования, в том числе четырёх сторожевых и торпедных катеров, а также строительстве военно-морской базы. Полностью выполнить эту задачу так не удалось, тем не менее по официальным данным Пекин на протяжении 1975—1977 годов передал в руки Красных Кхмеров два 800-тонных быстроходных корабля, а также четыре патрульных катера.